# Деван, Жан
Жан Деван (фр. Jean Dewasne; 21 мая 1921, Hellemmes, Франция — 24 июля 1999, XX округ Парижа) — французский художник и скульптор.
Первая выставка Девана прошла в 1941 году в галерее l’Esquisse. В 1943 году Деван создал первую абстрактную работу. В 1945 году был удостоен Премии Кандинского. В 1946 году в галерее Рене Друэна прошла первая выставка его абстрактных картин.
В 1945—1956 годах Жан Деван — ведущий художник в галерее Дениз Рене. После 1956 года выставлялся у Даниэля Кордье.
В 1950 году в Париже Деван и Эдгар Пилле основали мастерскую абстрактного искусства.
В 1983 году Почта Франции выпустила в серии «Современное искусство» марку с изображением картины Девана «Аврора», почтовый конверт с этой маркой.
В 1991 году Деван был избран членом Академии художеств.